# Frederico da Grã-Bretanha
Frederico de Gales (Frederick William), (13 de maio de 1750 - 29 de dezembro de 1765), foi um membro da família real britânica, neto do rei Jorge II e irmão do rei Jorge III.

## Vida
O príncipe Frederico de Gales nasceu no dia 13 de maio de 1750, em Leicester House, Westminster, Londres. O seu pai era o príncipe Frederico de Gales, filho mais velho do rei Jorge II e da duquesa Carolina de Ansbach, e a sua mãe era a duquesa Augusta de Saxe-Gota. Foi baptizado quatro dias depois, na mesma casa, pelo bispo de Oxford, Thomas Secker. Os seus padrinhos foram o seu irmão, o príncipe Jorge, o seu tio materno, o príncipe Guilherme de Saxe-Gota-Altemburgo e a sua irmã, a princesa Augusta.
O príncipe morreu a 29 de dezembro de 1765, em Leicester House, aos quinze anos de idade.

## Genealogia
| Frederico de Gales | Pai: Frederico, Príncipe de Gales | Avô paterno: Jorge II da Grã-Bretanha             | Bisavô paterno: Jorge I da Grã-Bretanha                |
| Frederico de Gales | Pai: Frederico, Príncipe de Gales | Avô paterno: Jorge II da Grã-Bretanha             | Bisavó paterna: Sofia Doroteia de Brunsvique-Luneburgo |
| Frederico de Gales | Pai: Frederico, Príncipe de Gales | Avó paterna: Carolina de Ansbach                  | Bisavô paterno: João Frederico de Brandemburgo-Ansbach |
| Frederico de Gales | Pai: Frederico, Príncipe de Gales | Avó paterna: Carolina de Ansbach                  | Bisavó paterna: Leonor Edmunda de Saxe-Eisenach        |
| Frederico de Gales | Mãe: Augusta de Saxe-Gota         | Avô materno: Frederico II de Saxe-Gota-Altemburgo | Bisavô materno: Frederico I de Saxe-Gota-Altemburgo    |
| Frederico de Gales | Mãe: Augusta de Saxe-Gota         | Avô materno: Frederico II de Saxe-Gota-Altemburgo | Bisavó materna: Madalena Sibila de Saxe-Weissenfels    |
| Frederico de Gales | Mãe: Augusta de Saxe-Gota         | Avó materna: Madalena Augusta de Anhalt-Zerbst    | Bisavô materno: Carlos de Anhalt-Zerbst                |
| Frederico de Gales | Mãe: Augusta de Saxe-Gota         | Avó materna: Madalena Augusta de Anhalt-Zerbst    | Bisavó materna: Sofia de Saxe-Weissenfels              |